# System czasów elementarnych
System czasów elementarnych – metoda, przy pomocy której można ustalić normatywy czasów, zadanych dla wykonania poszczególnych elementów przebiegu pracy, zależnych całkowicie od człowieka. Jej autorem był Frank Bunker Gilbreth, który chciał dzięki niej usprawnić organizację stanowiska pracy oraz stwierdzić, ile czasu zajmuje robotnikowi każdy elementarny ruch w pracy. Podczas filmowania niezliczonej ilości przebiegów ruchów Gilbreth stwierdził, że ruchy człowieka można podzielić na 17 elementarnych ruchów. Nazwał je od własnego nazwiska czytanego wspak threbligami. Threbligi są pierwowzorami podstawowych ruchów elementarnych MTM.
Wykorzystanie jakiegokolwiek systemu czasów elementarnych prowadzi do istotnych wskazówek dla kształtowania stanowiska i metody pracy oraz jest podstawowym narzędziem w zastosowaniu zasady ekonomiki ruchów elementarnych.
Gilbreth rozpoznał, że czas wykonania przebiegu przy:
- równej sprawności (rutyna)
- równej przydatności (uzdolnienie) oraz
- równej wydajności (wysiłek)

zależy w rozsądnych granicach wyłącznie od zastosowanej metody.
Frederick Winslow Taylor wprowadził zmiany do systemu, uwzględniając pozostałe czynniki, mające wpływ na pracownika, jak np. rolę kierownictwa.
Dzisiaj wiadomo, że jest to bardzo „mechanistyczny pogląd”, ponieważ nie uwzględnia się wpływów np. motywacji pracującego człowieka, otoczenia środowiska lub właściwości przedmiotów pracy.
Słuszna jest natomiast obserwacja Gilbretha, że stosowana metoda pracy jest nadzwyczajnie ważnym czynnikiem wpływającym na wydajność.